# Paula Brito

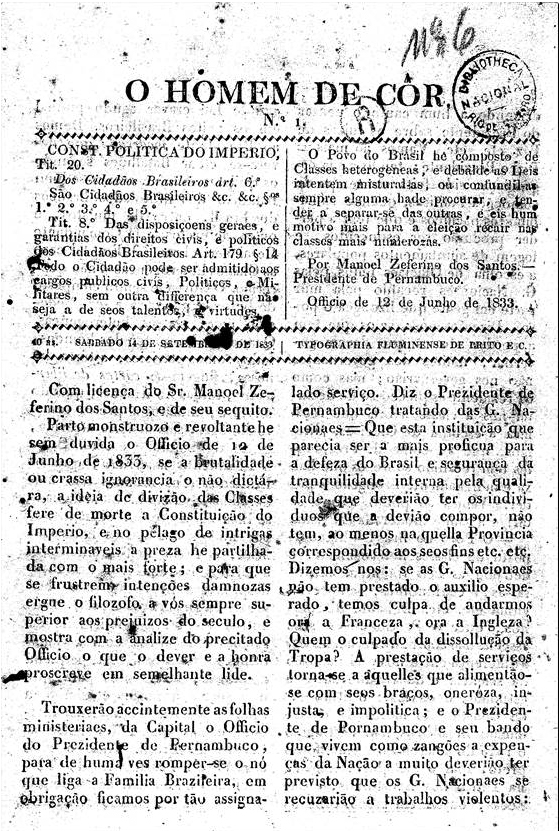
Primeira página da primeira edição de O Homem de Côr (1833), o primeiro periódico da imprensa negra brasileira.

Francisco de Paula Brito (Rio de Janeiro, 2 de dezembro de 1809 - Rio de Janeiro, 5 de dezembro de 1861), que escrevia sob o nome de Paula Brito, foi um editor, jornalista, escritor, poeta, dramaturgo, tradutor e letrista brasileiro. Trabalhou em diversas tipografias e fundou a "Sociedade Petalógica", que teve como membro ilustre o então jovem escritor Machado de Assis.  

## Biografia
Francisco de Paula Brito nasceu em uma família humilde, na então Rua do Piolho (hoje Rua da Carioca), no Centro do Rio de Janeiro, filho do carpinteiro Jacinto Antunes Duarte e de Maria Joaquina da Conceição Brito. Aprendeu a ler com sua irmã. Morou em Magé dos seis aos quinze anos, voltando à sua cidade natal em 1824, ao lado do avô, o sargento-mor Martinho Pereira de Brito. Foi ajudante de farmácia, aprendiz de tipógrafo na Tipografia Nacional e, posteriormente, trabalhou no Jornal do Comercio, como diretor das prensas, redator, tradutor e contista. Em 1830, casou-se com Rufina Rodrigues da Costa.
Em 1831, comprou um pequeno estabelecimento de um parente, Sílvio José de Almeida Brito, na Praça da Constituição, nº 31, onde funcionavam uma papelaria, uma oficina de encadernação, e um ponto de venda de chá. Paula Brito adquiriu de E. C. dos Santos um prelo, e ali o instalou. Em 1833, possuía 2 estabelecimentos: a “Typographia Fluminense”, na Rua da Constituição, nº 51, e a “Typographia Imparcial”, no nº 44. Em 1837, mudou para o nº 66 e expandiu a loja para nº 64 em 1839.
Em 1848, Brito possuía 6 impressoras manuais e uma mecânica, e expandiu suas instalações para os nº s 68 e 78, esse constituindo sua “Loja do Canto”, sua livraria e papelaria, e criou filiais em sociedade com Antônio Gonçalves Teixeira e Sousa e Cândido Lopes, formando com esse último a “Tipografia e Loja de Lopes e Cia”, em Niterói.
Foi ativista político e o primeiro a inserir no debate político a questão racial. Em sua tipografia foram impressas obras como O Mulato e o jornal O Homem de Cor, o primeiro jornal brasileiro dedicado à luta contra o preconceito racial, colocando-o como precursor da imprensa negra no Brasil.
Durante a Regência, entraram em cena os pasquins, e a tipografia foi um dos pontos de manifestação dos descontentes com os rumos políticos do país, e Paula Brito tornava-se cúmplice daqueles que o procuravam para terem seus trabalhos impressos, sob sigilo.
Francisco de Paula Brito criou, em sua loja, a “Sociedade Petalógica”, ou "Sociedade Petalógica do Rossio Grande", nome devido à “liberdade” que Brito alegava que seus membros davam à imaginação (uma peta = uma mentira), e que reunia o movimento romântico de 1840-1860: Antonio Gonçalves Dias, Laurindo Rabelo, Joaquim Manuel de Macedo, Manuel Antonio de Almeida. Toda a elite da época, entre políticos, artistas e líderes, reunia-se na “Livraria de Paula Brito”.
Em 1851, uma de suas revistas, “A Marmota na Corte”, incluía o encarte de um figurino, e Paula Brito trouxe de Paris o litógrafo Louis Therier, que passou a fazer as litografias para a revista.

Uma prensa usada na litografia

Em 2 de dezembro de 1850 criou a “Imperial Typographia Dous de Dezembro”, data de aniversário seu e de D. Pedro II, que se tornou seu acionista, patrocínio esse dado mais por caráter pessoal do que político partidário. Paula Brito foi, assim, o primeiro editor genuinamente não-especializado do país, pois incluía grande variedade de obras e assuntos, ao contrário de seus antecessores, que se dedicavam mais aos assuntos técnicos.
Paula Brito editou, em 1832, “A Mulher do Simplício”, ou “A Fluminense Exaltada”, que foi impressa por Plancher. A revista existiu até 1846, quando foi substituída por “A Marmota”, que durou, com algumas mudanças de título, de 1849 a 1864, 3 anos após sua morte. Paula Brito foi também um dos primeiros contistas brasileiros, alem de escrever peças de teatro e poesia.
Há registro de 372 publicações não-periódicas feitas por Paula Brito, de temática variada, oitenta e três na área médica, mas a maior parte constituída de dramas. Brito incentivava a literatura nacional. Pode-se considerar que o primeiro romance brasileiro com algum valor literário tenha sido O Filho do Pescador, de Antônio Gonçalves Teixeira e Sousa, publicado por Brito em 1843. Empregou o poeta Casimiro de Abreu e o jovem Machado de Assis, que começou como revisor de provas de Paula Brito e deu início à carreira literária como colaborador de “A Marmota Fluminense”. Paula Brito foi o primeiro editor de Machado de Assis.
Em 1857, os acionistas insatisfeitos conseguiram a liquidação da “Typographia Dous de Dezembro”, e sua firma foi transformada na “Typographia de Paula Brito”, com apenas um endereço, sob o auxílio financeiro do imperador. A publicação de livros caiu, reduzindo-se para 12 em 1858 e 15 em 1861, ano de sua morte. Faleceu em sua residência, no Campo de Sant'Anna, nº 25 em 15 de dezembro de 1861. Sua viúva continuou o negócio em sociedade com o genro até 1867, caindo a produção, e em 1868 a Sra. Rufina Rodrigues da Costa Brito ficou sozinha, transferindo seu negócio para a Rua do Sacramento, nº 10, onde sobreviveu até 1875.

## Obras
- Anônimas, poesia, 1859
- O triunfo dos indígenas, teatro, sd
- Os sorvetes, teatro, sd
- O fidalgo fanfarrão, teatro, sd
- A revelação póstuma, conto, 1839
- A mãe-irmã, conto, 1839
- O Enjeitado, conto
- A marmota na Corte, periódico humorístico, 1849
- A Maxambomba, teatro
- A mulher do Simplício, ou A fluminense exaltada, periódico humorístico, 1832
- Ao dezenove de outubro de 1854, dia de S. Pedro de Alcântara, nome de S. M. o Sr. D. Pedro II, poesia
- Biblioteca das senhoras, 1859
- Elegia à morte de Evaristo Xavier da Veiga, poesia, 1837
- Fábulas de Esopo para uso da mocidade, arranjadas em quadrinhas, poesia, 1857
- Monumento à memória do brigadeiro Miguel de Frias Vasconcellos e de seu irmão Francisco de Paula, 1859
- Norma, teatro, 1844
- Oferenda aos brasileiros, sd
- Os Puritanos, teatro 1845
- Poesias de Francisco de Paula Brito, poesia, 1863